# Dobrá Voda (Kovářov)
Dobrá Voda (německy Gutwasser) je vesnice, část obce Kovářov v okrese Písek v Jihočeském kraji. Leží mezi obcemi Petrovice a Hrazany, od Hrazan je vzdálena dva kilometry. Propojení je jen silnice vedoucí začínající ve Vepicích a končící v Dobré Vodě nebo polní cesta z Vladyčína. Prochází tudy červená turistická značka. Jméno vsi je pravděpodobně podle dobré vody na kopci Horychová (583 metrů) jihozápadně od vesnice.

## Historie
První písemná zmínka o vesnici pochází z roku 1788. Dobrá Voda patřila k petrovickému velkostatku. Býval zde dvorec, který byl později rozdělen na tři statky a tři chalupy. Poslední starousedlíci, kteří zde žili, zemřeli koncem 20. století. Dnes vesnice slouží výhradně k rekreačním účelům.

## Obyvatelstvo
| Rok            | 1869 | 1880 | 1890 | 1900 | 1910 | 1921 | 1930 | 1950 | 1961 | 1970 | 1980 | 1991 | 2001 | 2011 | 2021 |
| -------------- | ---- | ---- | ---- | ---- | ---- | ---- | ---- | ---- | ---- | ---- | ---- | ---- | ---- | ---- | ---- |
| Počet obyvatel | 45   | 46   | 42   | 49   | 45   | 44   | 30   | 23   | 16   | 10   | 9    | 3    | 1    | 0    | 1    |
| Počet domů     | 5    | 6    | 6    | 6    | 6    | 6    | 6    | 6    | 6    | 5    | 5    | 4    | 6    | 6    | 7    |

## Obecní správa
Při sčítání lidu v letech 1850–1963 Dobrá Voda byla osadou obce Vladyčín v okrese Milevsko. Od roku 1964 je částí obce Kovářov v okrese Písek.

## Pamětihodnosti
- Výklenková kaple ve vesnici je zasvěcená Panně Marii.[8] Kolem horní části okna je ozdobena vitráží. Dále je zde nápis: Zdrávas Maria. Pod oknem je nápis : Matičko Boží oroduj za nás LP 1935. [8]
- Nedaleko od kaple na návsi je umístěna kamenná zvonice z roku 1895.[9]
- U přístupové cesty do vesnice se nachází kamenný kříž rodiny Jakšovy. Na podstavci kříže je umístěná deska s nápisem „Na věčnou upomínku rodiny Jakšovy 1932“.

## Galerie

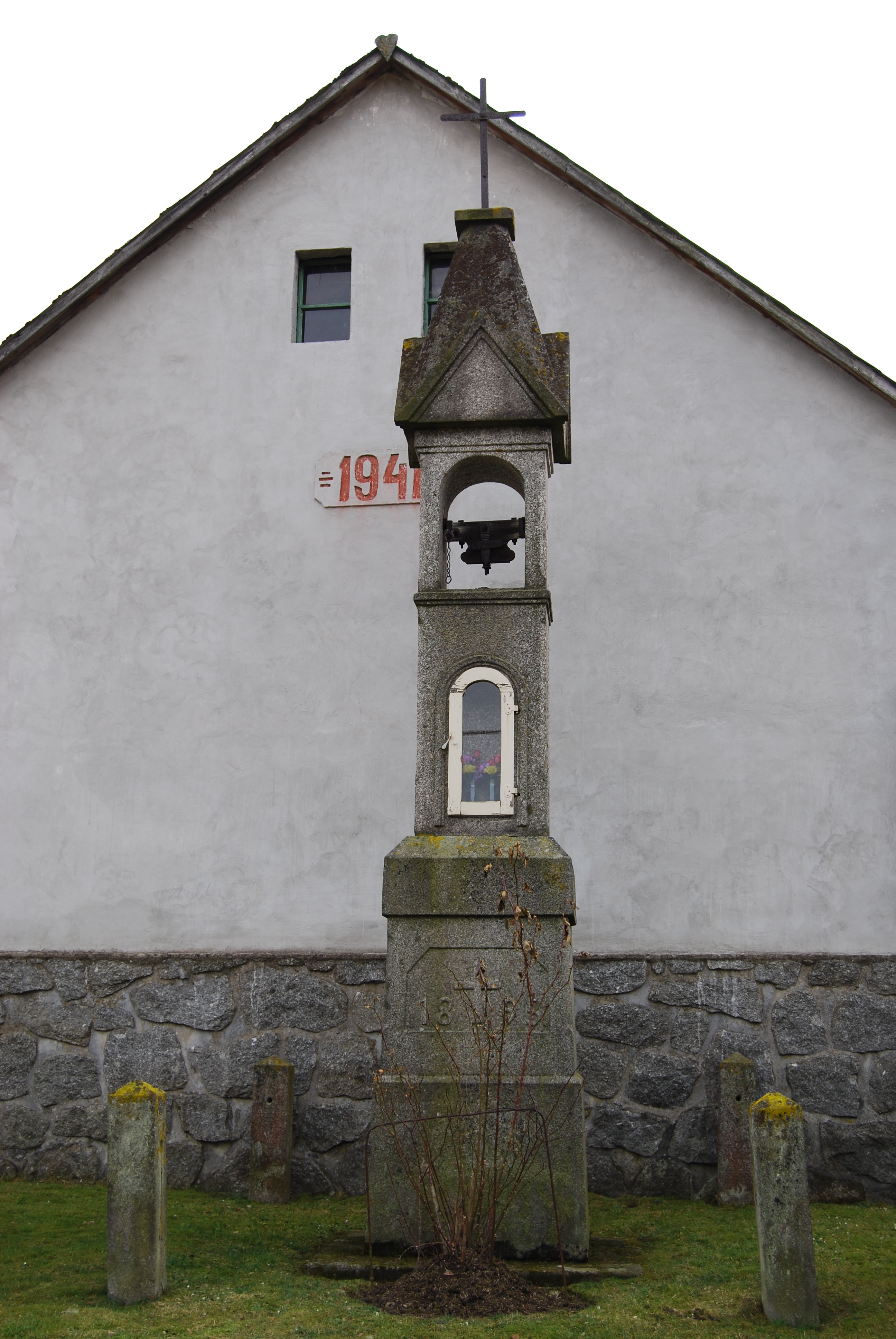
Zvonička ve vesnici
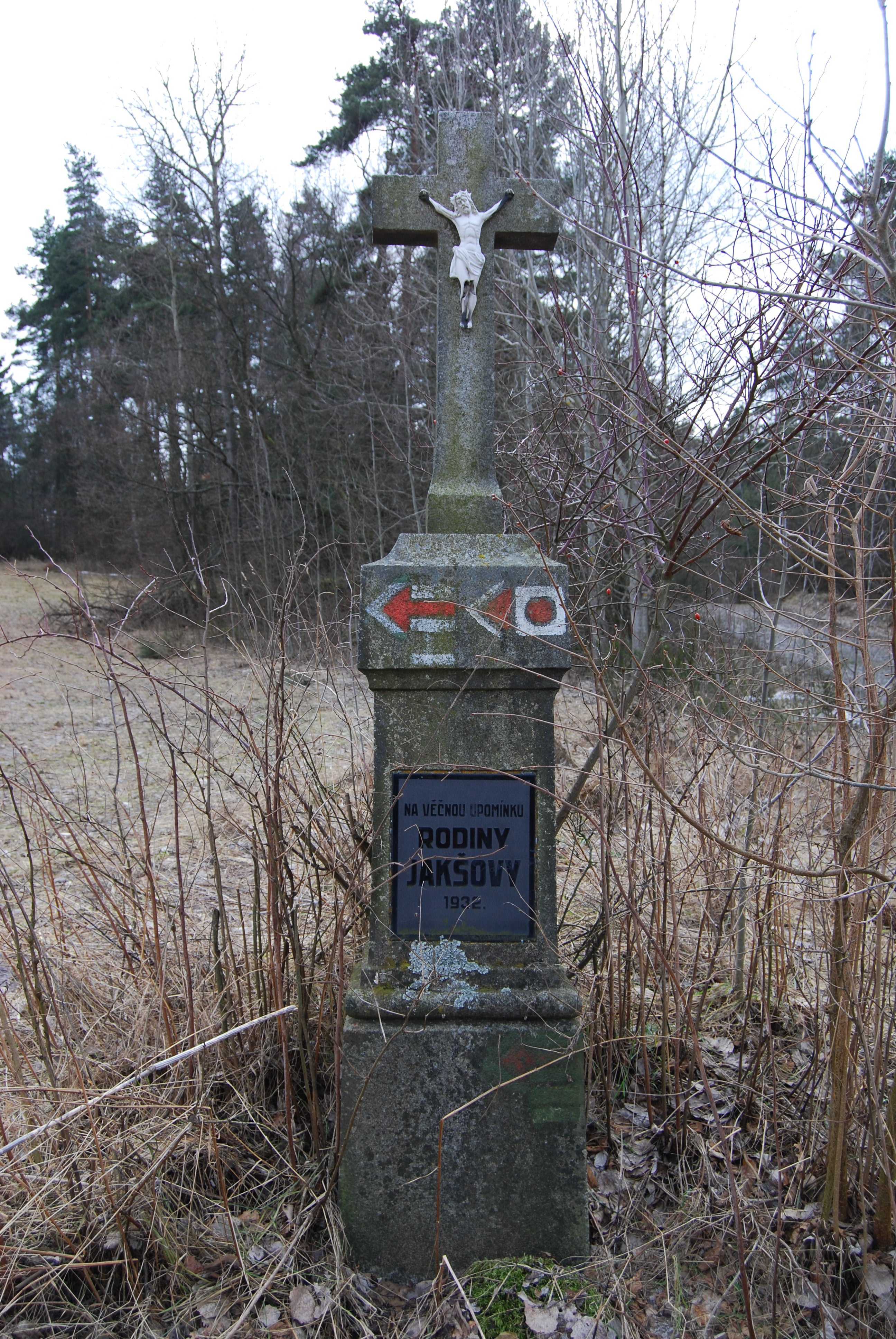
Kříž rodiny Jakšovy poblíž vesnice
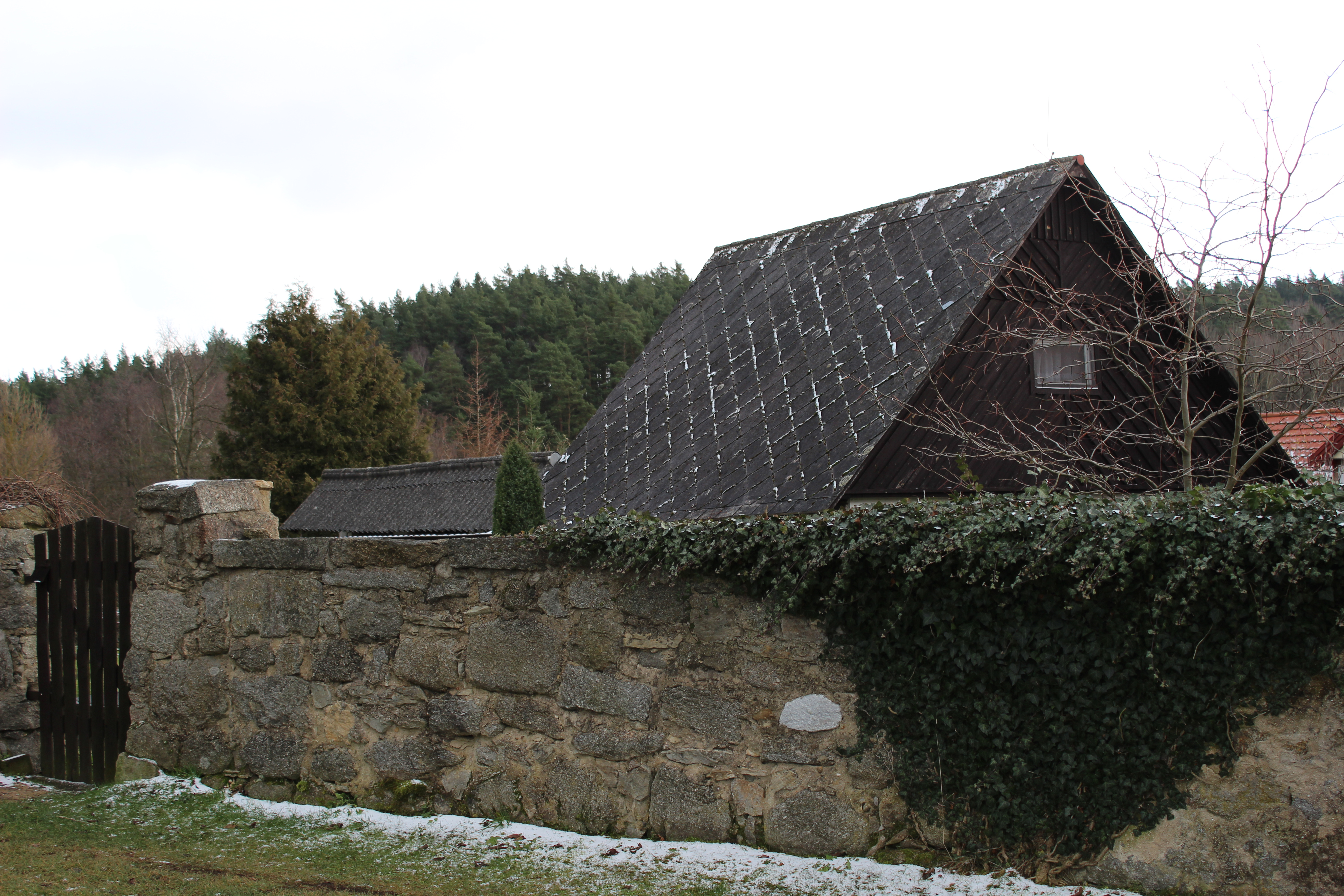
Roubenka v osadě
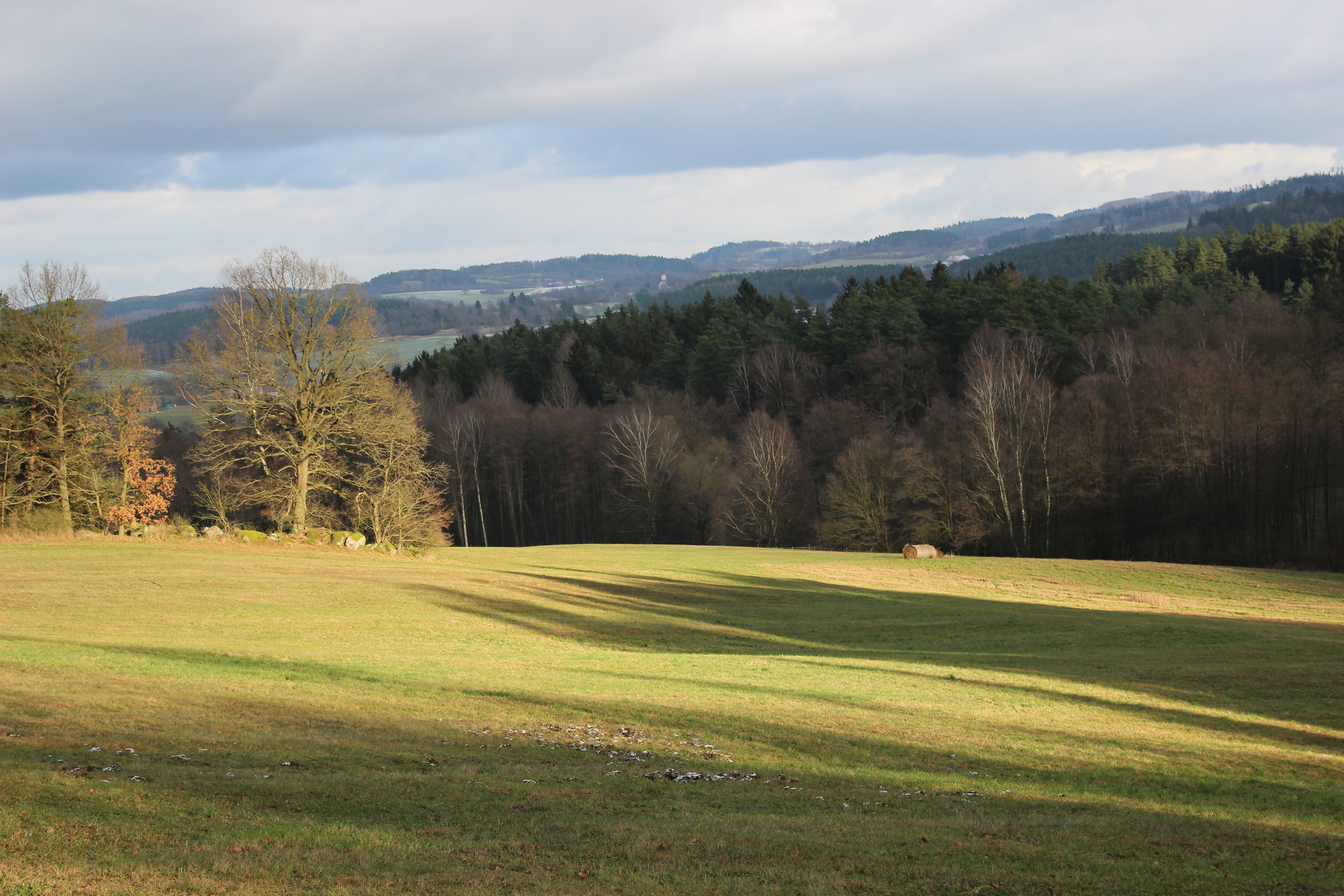
Pohled na okolí
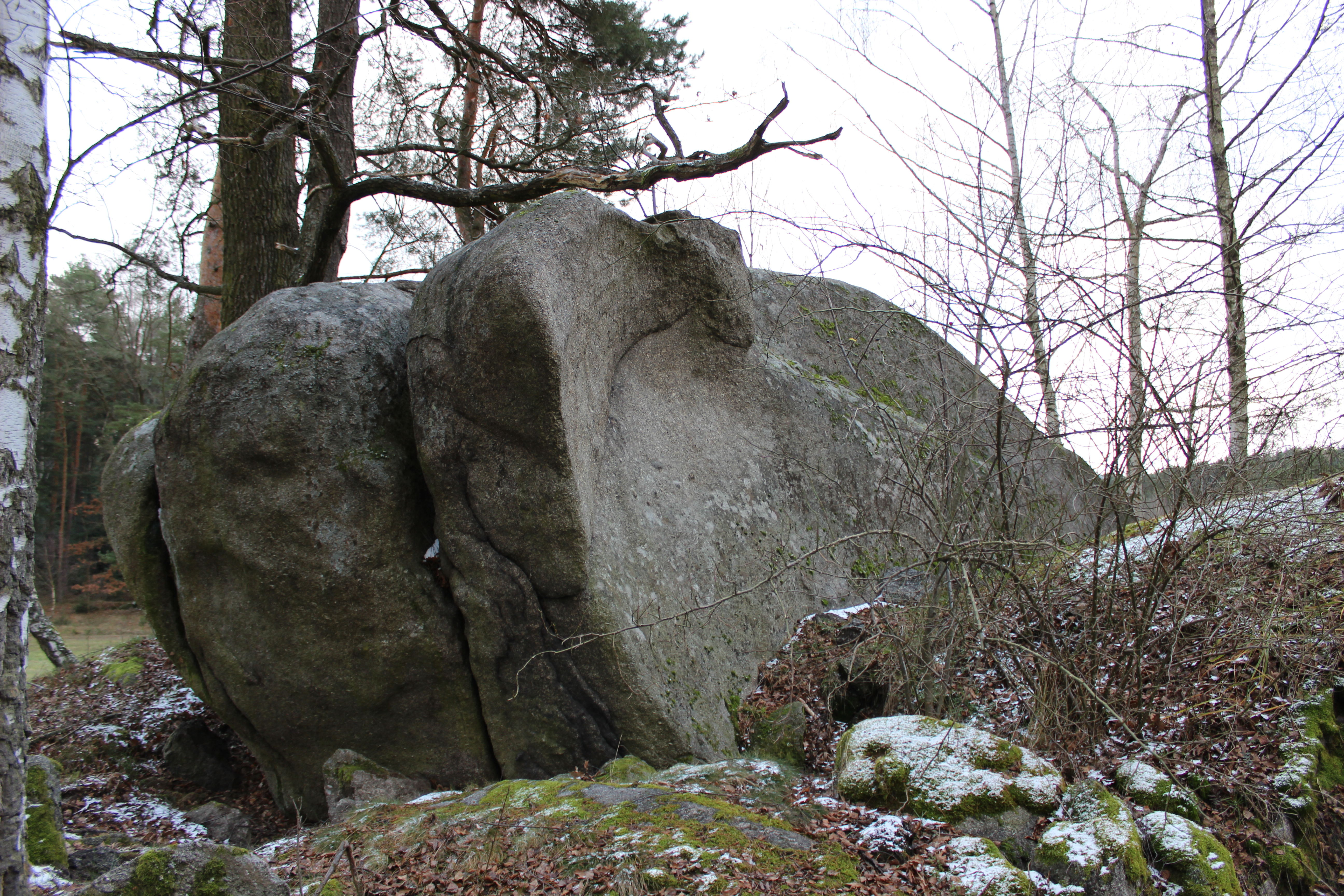
Balvan v okolním pahorku